# Course en ligne masculine des moins de 23 ans aux championnats du monde de cyclisme sur route 2017
La course en ligne masculine des moins de 23 ans aux championnats du monde de cyclisme sur route 2017 a lieu sur 191 kilomètres le 22 septembre 2017 à Bergen, en Norvège.

## Système de qualification
Le système de qualification, fixé par le comité directeur de l'Union cycliste internationale, comprend quatre dispositions :
- La première est basée sur les classements par nations des moins de 23 ans des circuits continentaux au 15 août 2013 :
  - la première nation classée à l'UCI Africa Tour peut inscrire cinq partants, la deuxième en inscrit quatre, et les trois suivantes trois partants ;
  - les trois premières nations classées à l'UCI America Tour peuvent inscrire cinq partants, les trois suivantes en inscrivent quatre, et les quatre suivantes trois partants ;
  - les deux premières nations classées à l'UCI Asia Tour peuvent inscrire cinq partants, les deux suivantes en inscrivent quatre, et les trois suivantes trois partants ;
  - les quinze premières nations classées à l'UCI Europe Tour peuvent inscrire  cinq partants, les cinq suivantes en inscrivent quatre, et les septsuivantes trois partants ;
  - la première nation classée à l'UCI Oceania Tour peut inscrire cinq partants, la deuxième en inscrit trois ;
- Les nations non encore qualifiées au travers de ces dispositions peuvent inscrire un coureur :
  - Les nations africaines ayant un coureur de moins de 23 ans classé parmi les 60 premiers au classement individuel hommes élite de l’UCI Africa Tour
  - Les nations américaines ayant un coureur de moins de 23 ans classé parmi les 200 premiers au classement individuel hommes élite de l’UCI America Tour
  - Les nations asiatiques ayant un coureur de moins de 23 ans classé parmi les 150 premiers au classement individuel hommes élite de l’UCI Asia Tour
  - Les nations européennes ayant un coureur de moins de 23 ans classé parmi les 400 premiers au classement individuel hommes élite de l’UCI Europe Tour
  - Les nations océaniennes ayant un coureur de moins de 23 ans classé parmi les 20 premiers au classement individuel hommes élite de l’UCI Oceania Tour
- Une nation classée au classement final de la Coupe des Nations U23 UCI et non encore qualifiée au travers des dispositions 1 et 2 bénéficie de 3 partants.
- Les cinq premières nations au classement de la Coupe des nations peuvent aligner un coureur supplémentaire. Les champions continentaux peuvent être alignés en supplément du quota attribué à leur nation, à condition toutefois de ne pas dépasser la limite de six coureurs partants par nations. Ainsi une nation qui aurait qualifié un sixième coureur via le classement de la Coupe des nations ne peut bénéficier de cette règle. Un champion continental dont la nation ne s'est pas qualifiée peut toutefois participer à la course.

En outre, le champion du monde en titre, s'il appartient à une nation non encore qualifiée, peut participer. La nation organisatrice, si elle n'est pas qualifiée au travers de ces critères, peut aligner 1 coureur.
Au regard de ces critères, les quotas suivants sont attribués :
- 6 coureurs : Belgique, Danemark, France, Grande-Bretagne, Norvège
- 5 coureurs : Australie, Biélorussie, Canada, Colombie, Érythée, Estonie, Allemagne, Irlande, Italie, Kazakhstan, Corée du Sud, Pays-Bas, Pologne, Russie, Slovénie, Espagne, États-Unis
- 4 coureurs : Argentine, Venezuela, Équateur, Grèce, Hongrie, Japon, Lettonie, Maroc, Chine, Portugal, Suisse
- 3 coureurs : Algérie, Autriche, Azerbaïdjan, Chili, Costa Rica, Rapublique tchèque, Finlande, Guatemala, Hong Kong, Iran, Liban, Luxembourg, Mexique, Mongolie, Nouvelle-Zélande, Panama, Porto Rico, Rwanda, Serbie, Afrique du Sud, Suède, Ukraine, Viet-Nam
- 1 coureur : Brésil, Salvador.

Meron Abraham (champion d’Afrique), Matías Muñoz (champion panaméricain), Hayato Okamoto (champion d'Asie) et Lucas Hamilton (champion d'Océanie) sont autorisés à participer en plus du quota attribué à leur nation. Ce n'est en revanche pas le cas du champion d'Europe Casper Pedersen car le Danemark a atteint le plafond de six coureurs qualifiés.

## Classement
| Rang                      | Coureur                   | Pays        | Temps           |
| ------------------------- | ------------------------- | ----------- | --------------- |
| Médaille d'or, monde      | Benoît Cosnefroy          | France      | 4 h 48 min 23 s |
| Médaille d'argent, monde  | Lennard Kämna             | Allemagne   | + 0 s           |
| Médaille de bronze, monde | Michael Carbel Svendgaard | Danemark    | + 3 s           |
| 4                         | Oliver Wood               | Royaume-Uni | + 3 s           |
| 5                         | Vincenzo Albanese         | Italie      | + 3 s           |
| 6                         | Damien Touzé              | France      | + 3 s           |
| 7                         | Max Kanter                | Allemagne   | + 3 s           |
| 8                         | Michał Paluta             | Pologne     | + 3 s           |
| 9                         | Mark Downey               | Irlande     | + 3 s           |
| 10                        | Anders Skaarseth          | Norvège     | + 3 s           |
| 11                        | Nicolás Tivani            | Argentine   | + 3 s           |
| 12                        | Patrick Müller            | Suisse      | + 3 s           |
| 13                        | Stylianos Farantakis      | Grèce       | + 3 s           |
| 14                        | Marc Hirschi              | Suisse      | + 3 s           |
| 15                        | Bjorg Lambrecht           | Belgique    | + 3 s           |
| 16                        | Alexandr Riabushenko      | Biélorussie | + 3 s           |
| 17                        | Wilmar Paredes            | Colombie    | + 3 s           |
| 18                        | Giovanni Carboni          | Italie      | + 3 s           |
| 19                        | Emiel Planckaert          | Belgique    | + 3 s           |
| 20                        | Tadej Pogačar             | Slovénie    | + 3 s           |
| 21                        | Iván García Cortina       | Espagne     | + 3 s           |
| 22                        | Callum Scotson            | Australie   | + 3 s           |
| 23                        | Pavel Sivakov             | Russie      | + 3 s           |
| 24                        | Lucas Eriksson            | Suède       | + 3 s           |
| 25                        | Jon Irisarri              | Espagne     | + 3 s           |
| 26                        | Jaakko Hänninen           | Finlande    | + 3 s           |
| 27                        | Rasmus Tiller             | Norvège     | + 3 s           |
| 28                        | Pascal Eenkhoorn          | Pays-Bas    | + 3 s           |
| 29                        | Valentin Madouas          | France      | + 3 s           |
| 30                        | Michael Storer            | Australie   | + 3 s           |